# Ronde van Portugal (mannen)
De Ronde van Portugal (Portugees: Volta a Portugal em Bicicleta) is een meerdaagse wielerwedstrijd in Portugal.
De wedstrijd wordt georganiseerd sinds 1927 en maakt sinds 2005 deel uit van het Europese continentale circuit van de UCI, de UCI Europe Tour. In deze competitie is de Ronde van Portugal geclassificeerd als een wedstrijd van de 2.1-categorie. De Ronde van Portugal staat begin augustus op de wielerkalender en duurt een tiental dagen.

## Lijst van winnaars
*  Na declassering van Nuno Ribeiro.

### Meervoudige winnaars
Renners in het cursief gedrukt zijn renners die anno 2025 nog actief zijn.
| Overwinningen | Renner             | Land     | Jaren                        |
| ------------- | ------------------ | -------- | ---------------------------- |
| 5             | David Blanco       | Spanje   | 2006, 2008, 2009, 2010, 2012 |
| 4             | Marco Chagas       | Portugal | 1982, 1983, 1985, 1986       |
| 3             | Alves Barbosa      | Portugal | 1951, 1956, 1958             |
| 3             | Joaquim Agostinho  | Portugal | 1970, 1971, 1972             |
| 2             | José Maria Nicolau | Portugal | 1931, 1934                   |
| 2             | Alfredo Trindade   | Portugal | 1932, 1933                   |
| 2             | José Albuquerque   | Portugal | 1938, 1940                   |
| 2             | José Martins       | Portugal | 1946, 1947                   |
| 2             | Dias dos Santos    | Portugal | 1949, 1950                   |
| 2             | Ribeiro da Silva   | Portugal | 1955, 1957                   |
| 2             | Joaquim Gomes      | Portugal | 1989, 1993                   |
| 2             | Orlando Rodrigues  | Portugal | 1994, 1995                   |
| 2             | Gustavo Veloso     | Spanje   | 2014, 2015                   |
| 2             | Raúl Alarcón       | Spanje   | 2017, 2018                   |
| 2             | Amaro Antunes      | Portugal | 2020, 2021                   |
| 2             | Artjom Nytsj       | Rusland  | 2024, 2025                   |

### Overwinningen per land
| Overwinningen | Land                                                              |
| ------------- | ----------------------------------------------------------------- |
| 60            | Portugal                                                          |
| 14            | Spanje                                                            |
| 3             | Rusland                                                           |
| 2             | Italië, Zwitserland                                               |
| 1             | België, Brazilië, Denemarken, Polen, Uruguay, Verenigd Koninkrijk |

Mannen: 1927 · 
1928–1930 · 
1931 · 
1932 · 
1933 · 
1934 · 
1935 · 
1936–1937 · 
1938 · 
1939 · 
1940 · 
1941 · 
1942–1945 · 
1946 · 
1947 · 
1948 · 
1949 · 
1950 · 
1951 · 
1952 · 
1953 · 
1954 · 
1955 · 
1956 · 
1957 · 
1958 · 
1959 · 
1960 · 
1961 · 
1962 · 
1963 · 
1964 · 
1965 · 
1966 · 
1967 · 
1968 · 
1969 · 
1970 · 
1971 · 
1972 · 
1973 · 
1974 · 
1975 · 
1976 · 
1977 · 
1978 · 
1979 · 
1980 · 
1981 · 
1982 · 
1983 · 
1984 · 
1985 · 
1986 · 
1987 · 
1988 · 
1989 · 
1990 · 
1991 · 
1992 · 
1993 · 
1994 · 
1995 · 
1996 · 
1997 · 
1998 · 
1999 · 
2000 · 
2001 · 
2002 · 
2003 · 
2004 · 
2005 · 
2006 · 
2007 · 
2008 · 
2009 · 
2010 · 
2011 · 
2012 · 
2013 · 
2014 · 
2015 · 
2016 · 
2017 ·
2018 · 
2019 · 
2020 ·
2021 ·
2022 ·
2023 · 2024 · 2025
Vrouwen: 2021 · 2022 · 2023 · 2024 · 2025
2005 · 
2006 · 
2007 · 
2008 · 
2009 · 
2010 · 
2011 · 
2012 · 
2013 · 
2014 · 
2015 · 
2016 · 
2017 ·
2018 ·
2019 ·
2020 ·
2021 ·
2022 ·
2023 ·
2024 ·
2025
Belangrijkste etappewedstrijden

Internationaal Wegcriterium · Driedaagse Brugge-De Panne · Ronde van de Alpen · Vierdaagse van Duinkerke · Ronde van Beieren · Ronde van Noorwegen · Ronde van België · Ronde van Luxemburg · Ronde van Oostenrijk · Ronde van Wallonië · Ronde van Burgos · Ronde van Denemarken · Arctic Race of Norway · Ronde van Groot-Brittannië
Belangrijkste eendaagse wedstrijden

Trofeo Laigueglia · GP Lugano · GP Nobili Rubinetterie · Dwars door Vlaanderen · Scheldeprijs · Brabantse Pijl · GP Kanton Aargau · Brussels Cycling Classic · GP Fourmies · Primus Classic Impanis-Van Petegem · Ronde van de Drie Valleien · Milaan-Turijn · Ronde van Piemonte · Ronde van het Münsterland · Ronde van Emilia · Parijs-Tours · GP Bruno Beghelli